# Zálesie (okres Kežmarok)
Zálesie je obec na Slovensku v okrese Kežmarok.
Zamagurská obec Zálesie (dříve Gibel) leží u potoka Zálesie. Založena byla v roce 1632 Štefanem Palocsayom a až do zrušení poddanství byla majetkem panství Niedzica. Obyvatelé se živili zemědělstvím a prací v lese. Proti křivdám způsobovaným ze strany zeměpánů se roku 1794 obrátili slovensky psanou stížností. V období let 1890 až 1910 se jich mnoho vystěhovalo do zámoří. Rozloha obce a stávající zástavba vytvářejí předpoklady pro rozvoj chalupářství a relaxačních pobytů v tichém prostředí.